# Yassı kadayıf
Lo yassı kadayıf è un dolce tipico della cucina turca simile al qatayef.

## Etimologia
Insieme all'ekmek kadayıfı e al tel kadayıf (o kadaif), esso è uno dei tre dolci con il nome "kadayıf" in turco. La sua forma è rotonda, yassı in turco significa "piatto", "schiacciato".